# Moldauische Davis-Cup-Mannschaft
Die moldauische Davis-Cup-Mannschaft ist die Herren-Tennisnationalmannschaft der Republik Moldau. 

## Geschichte
Seit 1995 nimmt Moldau als eigenständiges Team am Davis Cup teil, zuvor war es Teil der sowjetischen Mannschaft. Erfolgreichster Spieler ist Andrei Gorban mit insgesamt 27 Siegen, mit 34 Teilnahmen ist Jewgeni Plugariow Rekordspieler.